# 線紋斯氏脂䲁
線紋斯氏脂䲁（學名：Starksia grammilaga），為輻鰭魚綱䲁形目脂䲁科斯氏脂䲁屬的一個種，分布於東中太平洋墨西哥坦戈拉島海域，深度3至30公尺，本魚體長，扁平，頭鈍，頸卷鬚細長，長為眼徑的1/3-1/2，雄魚第1臀棘長，長於第2臀棘，與鰭的其餘部分分離，變形成性器官，性器官尖端超過棘尖，側線鱗36-39枚，頭體暗色，眼後頰部有淺色、深色邊緣的縱紋，唇部深色，身體上有分散的方形斑點，後半部有6-8條淺色、深色邊緣的水平線，與鱗片行平行，背鰭基部有8-10個深色斑點，背鰭硬棘19-20枚、背鰭軟條7-9枚、臀鰭硬棘2枚、臀鰭軟條16-18枚，體長可達2.4公分，棲息在岩石底質海域，生活習性不明。